# Шишкін Василь Іванович (коняр)
Васи́ль Іва́нович Ши́шкін (рос. Василий Иванович Шишкин; 1780, Острів, Московська губернія, Російська імперія — 1845, хутір Ловяніковський, Воронезька губернія, Російська імперія) — російський коняр, селекціонер. Як соратник графа О. Г. Орлова брав участь у створенні орловської рисистої породи, зробив вагомий внесок у розбудову Хреновського кінного заводу.

## Життєпис
Народився 1780 року в селянській кріпацькій родині в підмосковному селі Острів. Село з усіма кріпаками, що в ньому жили, належало графу О. Г. Орлову, який захоплювався селекцією різноманітних тварин. Найбільшим уподобанням графа були коні. В другій половині XVIII століття він розпочав роботу з виведення рисаків, пристосованих до російських кліматичних умов. Молодий В. І.  Шишкін поступив до графа на службу. Спочатку виконував обов'язки особистого секретаря і головного касира, однак дуже швидко перейняв від господаря його захоплення конярством. На цій царині він став найближчим соратником графа.
1776 року загинув найкращий арабський жеребець Орлова, щойно імпортований і надзвичайно дорогий. Причиною загибелі була непристосованість до суворого клімату Підмосков'я. Засмучений невдачею О. Г. Орлов прийняв радикальне рішення — перевести усе поголів'я коней на південь, де степові умови сприятимуть їхньому розведенню. У 1776—1778 роках граф заснував Хреновський кінний завод у Воронезькій губернії, а В. І. Шишкіна призначив там керуючим. Плідна співпраця двох селекціонерів тривала до смерті графа у 1808 році. Але і надалі В. І. Шишкін продовжував обіймати відповідальну посаду, залишаючись кріпаком.
1818 року Хреновський кінний завод відвідав сам імператор Олександр I. В. І. Шишкін, готуючись до цього візиту, навчив 500 коней іржати за умовним знаком. Під час відвідин монаршої особи він продемонстрував цей трюк. Вражений імператор подарував В. І. Шишкіну діамантовий перстень і переконав його власницю, графиню Анну Олексіївну, надати кріпаку вільну.
Отримавши свободу, той продовжував працювати в заводі, доки у 1831 році дочка Олексія Орлова, дослухавшись наклепів, не звільнила свого підлеглого. Керуючий болюче сприйняв цей розрив, однак на той час В. І. Шишкін вже отримав не тільки досвід у конярстві та селекції, але і набув власне конепоголів'я. На приналежному йому хуторі Ловяніковський колишній кріпак відкрив новий Олексіївській кінний завод. Слід зазначити, що графиня Орлова за умовами батьківського заповіту тримала монополію на розведення орловських рисаків (так назвали виведену графом породу). Багато ж російських конярів бажали отримати племінних орловських коней для власних заводів. В. І. Шишкін, потай порушивши накази графа, сформував на своєму заводі окремі лінії орловської породи і продавав молодняк усім бажаючим. Завдяки цьому звичайний селянин не тільки отримав матеріальне забезпечення, але прославився як передовий селекціонер.
1844 року В. І. Шишкін розділив поголів'я Олексіївського конезаводу на дві частини, які продав за жеребом конярам В. П. Охотнікову і Н. І. Тулінову. Останньому, зокрема, дістались такі висококласні жеребці як Булат, Горностай, Кролик. Ще один рекордсмен породи, жеребець Бичок, потрапив до конезаводу Д. П. Голохвастова. Родоводи більшості сучасних орловських рисаків сходять саме до цих плідників.
За визначні досягнення у конярстві 5 лютого 1845 року В. І. Шишкіна призначили членом-кореспондентом Комітету державного конярства, але цю почесну посаду він обіймав недовго. Того ж року видатний коняр помер на своєму хуторі Ловяніковський.

## Досягнення
Першими досягненнями у селекційні роботі В. І. Шишкін зобов'язаний своєму господарю і соратнику О. Г. Орлову. Останній власним коштом закуповував необхідне для селекційної роботи високоякісне кінське поголів'я, а також позичав технологічний досвід у провідних конярів Європи. До цих новаторських елементів у роботі графа слід віднести нові технології годівлі рисаків, відбір плідників за робочими показниками і систематичні випробування молодняка на жвавість і витривалість. Зокрема, О. Г. Орлов першим у Росії почав відбирати з щорічного приплоду лошат (так званої ставки) 20 найкращих претендентів, яких згодом випробовував у бізі на 20 верст. На фініші він дослухався до дихання кожного коня і робив висновки щодо його здоров'я. Згодом граф започаткував систематичні бігові випробування на льоду, тим самим давши початок розвиткові в Росії рисистого спорту як такого. Також він практикував раннє жеребіння кобил, почав об'їжджати молодняк раніше загальноприйнятого на той час віку, першим у Росії почав вести племінну книгу та розводити коней по лініях. У цих зоотехнічних заходах В. І. Шишкін брав безпосередню участь, однак його не можна назвати простим виконавцем, адже після смерті графа він продовжив популяризувати означені методи самостійно.
Сучасники відмічали яскравий талант коняра-кріпака: чудове знання коней загалом і особливе чуття селекціонера, своєрідну інтуїцію, яка дозволяла В. І. Шишкіну безпомилково вгадувати найкращі поєднання кровей. Спроби інших конярів (як от графа Шеремет'єва) повторити його схрещення були невдалі. Вважають, що саме його зусиллям і творчому смаку орловські рисаки завдячують своїм неповторним ошатним екстер'єром.
Самобутність В. І. Шишкіна полягала і в тому, що він не поділяв поглядів О. Г. Орлова на монопольне розведення орловських коней. Граф допускав до розмноження виключно жеребців з власного заводу, а інших, продаючи в чужі руки, кастрував. В такий спосіб він підтримував ореол власної слави та, можливо, намагався збільшити прибутки, щоб поліпшити майнове становище своєї неодруженої дочки — єдиної спадкоємиці. Та В. І. Шишкін зрозумів, що для розвитку породи важливий не тимчасовий зиск від монопольного володіння племінним поголів'ям, а схрещення в якомога різноманітніших генетичних варіаціях із подальшим масовим добором. За недоведеними чутками, В. І. Шишкін купляв у графа кобил, вагітних від цінних плідників, як бракованих, а також тайкома водив жеребців Хреновського заводу до власних кобил в Олексіївський завод. Родоводи народжених ними лошат він частково фальсифікував: вказував вигадану кличку батька, однак «натякав» на дійсне походження лошати, даючи тому кличку, схожу з іменем біологічного пращура. Саме завдяки цій стратегії орловська порода уникла небажаних наслідків близького інбридингу і виродження.
Чималий внесок зробив В. І. Шишкін в розбудову кінного заводу свого власника і партнера. О. Г. Орлов замовив проєкт Хреновського заводу відому архітектору Доменіко Жилярді. Робота над проєктом завершилась вже після смерті замовника, а будівничі роботи під наглядом В. І. Шишкіна тривали ще 12 років потому. Архітектурний комплекс Хреновського кінного заводу був передовим за мірками того часу, він і досі зберігає свою значимість як історична й архітектурна пам'ятка.